# Bawozaua
Bawozaua is een bestuurslaag in het regentschap Nias Selatan van de provincie Noord-Sumatra, Indonesië. Bawozaua telt 1277 inwoners (volkstelling 2010).